# Aqualite
L'aqualite è un minerale appartenente al gruppo dell'eudialite.